# Picot de capell gris
El picot de capell gris (Colaptes auricularis) és una espècie d'ocell de la família dels pícids (Picidae) que habita els boscos de l'oest de Mèxic.